# Ewig mit dir
Ewig mit dir – piętnasty album niemieckiego piosenkarza Thomasa Andersa, wydany 19 października 2018 roku.

## Lista utworów
| Nr  | Tytuł utworu                                               | Długość |
| --- | ---------------------------------------------------------- | ------- |
| 1.  | „Das Leben Ist Jetzt”                                      | 3:22    |
| 2.  | „Sie Sagte Doch Sie Liebt Mich” (oraz Florian Silbereisen) | 3:42    |
| 3.  | „Ewig Mit Dir”                                             | 3:51    |
| 4.  | „Wir Sind Eins”                                            | 3:12    |
| 5.  | „Menschen”                                                 | 4:04    |
| 6.  | „So Wie Es Ist”                                            | 3:21    |
| 7.  | „Gemeinsam Allein”                                         | 3:35    |
| 8.  | „Hätte, Wäre, Wenn”                                        | 3:34    |
| 9.  | „Ich Wollte Mich Nie Mehr Verlieben”                       | 3:30    |
| 10. | „Viva la Vida”                                             | 3:10    |
| 11. | „Giganten”                                                 | 3:02    |
| 12. | „Wunder Gibt Es Auch Für Dich”                             | 3:42    |
| 13. | „Was Bleibt”                                               | 3:23    |
| 14. | „Hätt's Nie Ohne Dich Geschafft”                           | 3:34    |
|     |                                                            | 49:02   |

Na podstawie Discogs.